# هادژیدیمیترووو (روستا)
هادژیدیمیترووو (به بلغاری: Hadzhidimitrovo) یک منطقهٔ مسکونی در بلغارستان است که در استان ولیکو تارنوو واقع شده‌است.
 هادژیدیمیترووو ۴۶٬۵۵۱ کیلومتر مربع مساحت و ۴۳۰ نفر جمعیت دارد و ۷۲۰ متر بالاتر از سطح دریا واقع شده‌است.